# Alcide De Gasperi
Alcide De Gasperi (3. dubna 1881 – 19. srpna 1954) byl italský politik, jedna z klíčových politických osobností Itálie ve 20. století. V letech 1945–1953 byl premiérem Itálie, v letech 1944–1946 a 1951–1953 ministrem zahraničních věcí, v letech 1946–1947 ministrem vnitra. Byl zakladatelem italské Křesťanskodemokratické strany (Democrazia Cristiana), kterou vedl v letech 1944–1946 a 1953–1954. Spolu s Robertem Schumanem a Konrádem Adenaurem byl hlavním konstruktérem projektu evropské integrace.

## Biografie
Narodil se v Trentu, které v té době patřilo k Rakousku-Uhersku. Vystudoval filologii na Vídeňské univerzitě. Politicky aktivní byl již za Rakouska-Uherska. Od mládí byl silně věřícím katolíkem hledajícím pro katolicismus i politický výraz. Velmi ho v tom ovlivnila encyklika Rerum Novarum papeže Lva XIII. z roku 1891. Druhým jeho politickým programem byl boj proti germanizaci Trenta, za uchování italského jazyka a připojení Trenta k Itálii.
Ve volbách do Říšské rady roku 1911 se stal poslancem Říšské rady (celostátní parlament), kam byl zvolen za okrsek Tyrolsko 22. Usedl do poslanecké frakce Italská lidová strana. Ve vídeňském parlamentu setrval do zániku monarchie.
Sen se mu splnil po první světové válce, kdy Trento připadlo Itálii. Roku 1919 patřil k zakladatelům Italské lidové strany (Partito Popolare Italiano), za kterou byl v parlamentu v letech 1921–1924. Podporoval účast své strany v první Mussoliniho vládě roku 1922. Brzy však začal kritizovat násilné činy fašistů a jejich útoky na ústavu. Roku 1924 stanul v čele antifašistické skupiny uvnitř Lidové strany. Roku 1926 Mussolini celou Lidovou stranu zakázal a De Gasperi byl odsouzen ke čtyřem letům vězení. Díky intervenci Vatikánu byl propuštěn po roce a půl. Následně se na čtrnáct let stal knihovníkem Vatikánské knihovny. Zde promýšlel nový koncept křesťanskodemokratického hnutí. Roku 1943 vydal spis Ideje pro obnovu (Idee ricostruttive), který se stal programovým základem nové strany, jež vznikla roku 1944, a jejímž prvním předsedou (generálním tajemníkem) se De Gasperi stal. Strana se stala na dlouhou dobu klíčovým subjektem italského politického systému, křeslo premiéra držela nepřetržitě 36 let. Sám De Gasperi v něm seděl osm let, přestože přitom vedl osm různých kabinetů, do nichž neváhal pozvat ani komunisty. Během té doby přijal řadu klíčových rozhodnutí – roku 1946 se Itálie stala republikou (po referendu, v němž se pro pád monarchie vyslovilo 54 procent Italů), roku 1947 podepsal mírovou smlouvu zajišťující Itálii plnou suverenitu navzdory fašistické minulosti (jedinou ztrátou byla část území postoupená Jugoslávii), ve stejném roce přijal Marshallův plán, roku 1949 spoluzakládal NATO a posléze i instituce, z nichž se zrodila Evropská unie.
Velké podpory se mu dostávalo od USA, které v něm viděly politika, jenž jako jediný může vystavět hráz komunismu v Itálii – Komunistická strana Itálie byla nejsilnější komunistickou stranou v západní Evropě. Díky tomu od Američanů získal mimořádnou hospodářskou pomoc, která zvyšovala jeho vliv a popularitu. Na žádost USA také roku 1947 vypudil komunisty a levicovější socialisty z vlády. Američané se obávali, že pokud by levice vyhrála v Itálii volby roku 1948, spadne Apeninský poloostrov do rodícího se východního bloku, a proto CIA zajišťovala přísun finančních prostředků nekomunistickým silám a volební kampaň toho roku vynikala mimořádnou agresivitou a fanatismem. Silně se do nich zapojili i Italoameričané, včetně populárního zpěváka Franka Sinatry, který Italy oslovoval na rozhlasové stanici Hlas Ameriky. Zvláštní přízeň De Gasperi získal u Claire Booth Luce, majitele týdeníku Time, který publikoval o De Gasperim oslavné články. Křesťanští demokraté nakonec zvítězili se 48 procenty hlasů, což byl již navždy jejich nejlepší volební výsledek. Nasměroval Itálii na příští léta do západní části světa rozděleného železnou oponou. De Gasperiho vláda se pak posunula více doprava, což vyvolalo pnutí uvnitř Křesťanskodemokratické strany, jejíž sociálnější křídlo neslo tento vývoj nelibě. Po volbách roku 1953 De Gasperi další vládu sestavit nedokázal a rezignoval. Dne 11. května 1954 se stal předsedou Evropského parlamentu. Tři měsíce na to zemřel.

## Ocenění
- 1952 získal cenu Karla Velikého